# Лейн, Падди
Падди Лейн (англ. Paddy Lane; 7 сентября 1934 — 23 июня 2012) — ирландский политик, депутат Европарламента от партии «Фианна Файл»; в прошлом регбист.

## Биография
Окончил колледж Кресент, где занялся регби, играл на позиции хукера. 7 марта 1964 года сыграл единственную игру за сборную Ирландии против сборной Уэльса на дублинском стадионе «Лэнсдаун Роуд» (ирландцы проиграли 6:15). В 1963 году играл за команду Манстера против новозеландской сборной «Олл Блэкс» (победа манстерцев 6:3).
Учился в военном колледже Керраг, капитан вооружённых сил Ирландии. Занимался позже сельским хозяйством, жил в Партине и трудился на ферме. В 1976—1980 годах — президент Ассоциации ирландских фермеров (вице-президент с 1974 года); участник серии крупномасштабных протестов фермеров в Ирландии, выступавший за улучшение положения фермеров в стране. Директор банка Bank of Ireland, редактор журнала «Irish Farmers Journal». Первый вице-президент ассоциации европейских фермеров Copa.
Член партии «Фианна Файл». В 1989 году избран в Европарламент III созыва от партии «Фианна Файл» по Манстерскому избирательному округу. Состоял в Комитете по сельскому хозяйству, рыболовству и сельскому развитию (вице-председатель с 15 января 1992 года), входил в состав делегации по развитию отношений со странами Персидского залива и Совет по сотрудничеству со странами Персидского залива. В 1994 году покинул Европарламент после поражения на выборах в Европарламент.
У него были сёстры Мэри и Нэн. Супруга Кармел скончалась за год до смерти Падди. Дети — Томми, Дэвид и Лиз.